# Marele Premiu al Bahrainului din 2020
Marele Premiu al Bahrainului din 2020 (cunoscut oficial ca Formula 1 Gulf Air Bahrain Grand Prix 2020) a fost o cursă auto de Formula 1 ce s-a desfășurat pe 29 noiembrie 2020 pe Circuitul Internațional Bahrain din Sakhir, Bahrain. Cursa a fost cea de-a cincisprezecea etapă a Sezonului de Formula 1 din 2020. Această cursă a fost prima dintre cele două curse consecutive de Formula 1 programate să aibă loc în Bahrain. Cea de-a doua cursă, numită Marele Premiu al Sakhirului, a avut loc în același locație pe 6 decembrie, dar pe o configurație diferită a circuitului.
Cursa a fost suspendată timp de optzeci de minute în urma unui accident grav în care a fost implicat Romain Grosjean, mașina sa fiind cuprinsă de flăcări în urma impactului. Grosjean a scăpat cu arsuri de gradul doi pe mâini. El nu a participat la ultimele două curse ale sezonului din cauza rănilor și a părăsit Formula 1 pentru Seria IndyCar la sfârșitul sezonului. Pilotul Mercedes, Lewis Hamilton, a câștigat cursa din pole position în fața piloților de la Red Bull Racing, Max Verstappen și Alexander Albon. Cursa a fost ultima din sezon care a fost câștigată de un pilot Mercedes; ultimele două curse de la Sakhir și Abu Dhabi au fost câștigate de Sergio Pérez și, respectiv, Max Verstappen.

## Calificări
| Poz.                  | Nr. | Pilot              | Constructor               | Timpi calificări | Timpi calificări | Timpi calificări | Grila finală |
| Poz.                  | Nr. | Pilot              | Constructor               | Q1               | Q2               | Q3               | Grila finală |
| --------------------- | --- | ------------------ | ------------------------- | ---------------- | ---------------- | ---------------- | ------------ |
| 1                     | 44  | Lewis Hamilton     | Mercedes                  | 1:28,343         | 1:27,586         | 1:27,264         | 1            |
| 2                     | 77  | Valtteri Bottas    | Mercedes                  | 1:28,767         | 1:28,063         | 1:27,553         | 2            |
| 3                     | 33  | Max Verstappen     | Red Bull Racing-Honda     | 1:28,885         | 1:28,025         | 1:27,678         | 3            |
| 4                     | 23  | Alexander Albon    | Red Bull Racing-Honda     | 1:28,732         | 1:28,749         | 1:28,274         | 4            |
| 5                     | 11  | Sergio Pérez       | Racing Point-BWT Mercedes | 1:29,178         | 1:28,894         | 1:28,322         | 5            |
| 6                     | 3   | Daniel Ricciardo   | Renault                   | 1:29,005         | 1:28,648         | 1:28,417         | 6            |
| 7                     | 31  | Esteban Ocon       | Renault                   | 1:29,203         | 1:28,937         | 1:28,419         | 7            |
| 8                     | 10  | Pierre Gasly       | AlphaTauri-Honda          | 1:28,971         | 1:29,008         | 1:28,448         | 8            |
| 9                     | 4   | Lando Norris       | McLaren-Renault           | 1:29,464         | 1:28,877         | 1:28,542         | 9            |
| 10                    | 26  | Daniil Kveat       | AlphaTauri-Honda          | 1:29,158         | 1:28,944         | 1:28,618         | 10           |
| 11                    | 5   | Sebastian Vettel   | Ferrari                   | 1:29,142         | 1:29,149         | N/A              | 11           |
| 12                    | 16  | Charles Leclerc    | Ferrari                   | 1:29,137         | 1:29,165         | N/A              | 12           |
| 13                    | 18  | Lance Stroll       | Racing Point-BWT Mercedes | 1:28,679         | 1:29,557         | N/A              | 13           |
| 14                    | 63  | George Russell     | Williams-Mercedes         | 1:29,294         | 1:31,218         | N/A              | 14           |
| 15                    | 55  | Carlos Sainz Jr.   | McLaren-Renault           | 1:28,975         | No time          | N/A              | 15           |
| 16                    | 99  | Antonio Giovinazzi | Alfa Romeo Racing-Ferrari | 1:29,491         | N/A              | N/A              | 16           |
| 17                    | 7   | Kimi Räikkönen     | Alfa Romeo Racing-Ferrari | 1:29,810         | N/A              | N/A              | 17           |
| 18                    | 20  | Kevin Magnussen    | Haas-Ferrari              | 1:30,111         | N/A              | N/A              | 18           |
| 19                    | 8   | Romain Grosjean    | Haas-Ferrari              | 1:30,138         | N/A              | N/A              | 19           |
| 20                    | 6   | Nicholas Latifi    | Williams-Mercedes         | 1:30,182         | N/A              | N/A              | 20           |
| Regula 107%: 1:34,527 |     |                    |                           |                  |                  |                  |              |
| Sursa:                |     |                    |                           |                  |                  |                  |              |

## Cursă
| Poz.                                                                            | Nr. | Pilot              | Constructor               | Tururi | Timp/Retras | Grilă | Puncte |
| ------------------------------------------------------------------------------- | --- | ------------------ | ------------------------- | ------ | ----------- | ----- | ------ |
| 1                                                                               | 44  | Lewis Hamilton     | Mercedes                  | 57     | 2:59:47,515 | 1     | 25     |
| 2                                                                               | 33  | Max Verstappen     | Red Bull Racing-Honda     | 57     | +1,254      | 3     | 19     |
| 3                                                                               | 23  | Alexander Albon    | Red Bull Racing-Honda     | 57     | +8,005      | 4     | 15     |
| 4                                                                               | 4   | Lando Norris       | McLaren-Renault           | 57     | +11,337     | 9     | 12     |
| 5                                                                               | 55  | Carlos Sainz Jr.   | McLaren-Renault           | 57     | +11,787     | 15    | 10     |
| 6                                                                               | 10  | Pierre Gasly       | AlphaTauri-Honda          | 57     | +11,942     | 8     | 8      |
| 7                                                                               | 3   | Daniel Ricciardo   | Renault                   | 57     | +19,368     | 6     | 6      |
| 8                                                                               | 77  | Valtteri Bottas    | Mercedes                  | 57     | +19,680     | 2     | 4      |
| 9                                                                               | 31  | Esteban Ocon       | Renault                   | 57     | +22,803     | 7     | 2      |
| 10                                                                              | 16  | Charles Leclerc    | Ferrari                   | 56     | +1 tur      | 12    | 1      |
| 11                                                                              | 26  | Daniil Kveat       | AlphaTauri-Honda          | 56     | +1 tur      | 10    |        |
| 12                                                                              | 63  | George Russell     | Williams-Mercedes         | 56     | +1 tur      | 14    |        |
| 13                                                                              | 5   | Sebastian Vettel   | Ferrari                   | 56     | +1 tur      | 11    |        |
| 14                                                                              | 6   | Nicholas Latifi    | Williams-Mercedes         | 56     | +1 tur      | 20    |        |
| 15                                                                              | 7   | Kimi Räikkönen     | Alfa Romeo Racing-Ferrari | 56     | +1 tur      | 17    |        |
| 16                                                                              | 99  | Antonio Giovinazzi | Alfa Romeo Racing-Ferrari | 56     | +1 tur      | 16    |        |
| 17                                                                              | 20  | Kevin Magnussen    | Haas-Ferrari              | 56     | +1 tur      | 18    |        |
| 18                                                                              | 11  | Sergio Pérez       | Racing Point-BWT Mercedes | 53     | Motor       | 5     |        |
| Ab                                                                              | 18  | Lance Stroll       | Racing Point-BWT Mercedes | 2      | Coliziune   | 13    |        |
| Ab                                                                              | 8   | Romain Grosjean    | Haas-Ferrari              | 0      | Coliziune   | 19    |        |
| Cel mai rapid tur: Max Verstappen (Red Bull Racing-Honda) – 1:32,014 (turul 48) |     |                    |                           |        |             |       |        |
| Sursa:                                                                          |     |                    |                           |        |             |       |        |

Note
- ^1 – Include un punct pentru cel mai rapid tur.
- ^2 – Sergio Pérez nu a terminat, dar a fost clasificat deoarece a parcurs mai mult de 90% din distanța cursei.

## Clasamentele campionatelor după cursă
|        | Poz. | Pilot            | Puncte |
| ------ | ---- | ---------------- | ------ |
|        | 1    | Lewis Hamilton*  | 332    |
|        | 2    | Valtteri Bottas  | 201    |
|        | 3    | Max Verstappen   | 189    |
| 2      | 4    | Daniel Ricciardo | 102    |
| 1      | 5    | Sergio Pérez     | 100    |
| Sursa: |      |                  |        |

|        | Poz. | Constructor               | Puncte |
| ------ | ---- | ------------------------- | ------ |
|        | 1    | Mercedes*                 | 533    |
|        | 2    | Red Bull Racing-Honda     | 274    |
| 1      | 3    | McLaren-Renault           | 171    |
| 1      | 4    | Racing Point-BWT Mercedes | 154    |
|        | 5    | Renault                   | 144    |
| Sursa: |      |                           |        |

- Notă: Doar primele cinci locuri sunt prezentate în ambele clasamente.
- Concurenții îngroșați și marcați cu un asterisc sunt campionii mondiali din 2020.